# Idaea bathromyses
Idaea bathromyses là một loài bướm đêm trong họ Geometridae.